# 拜島車站

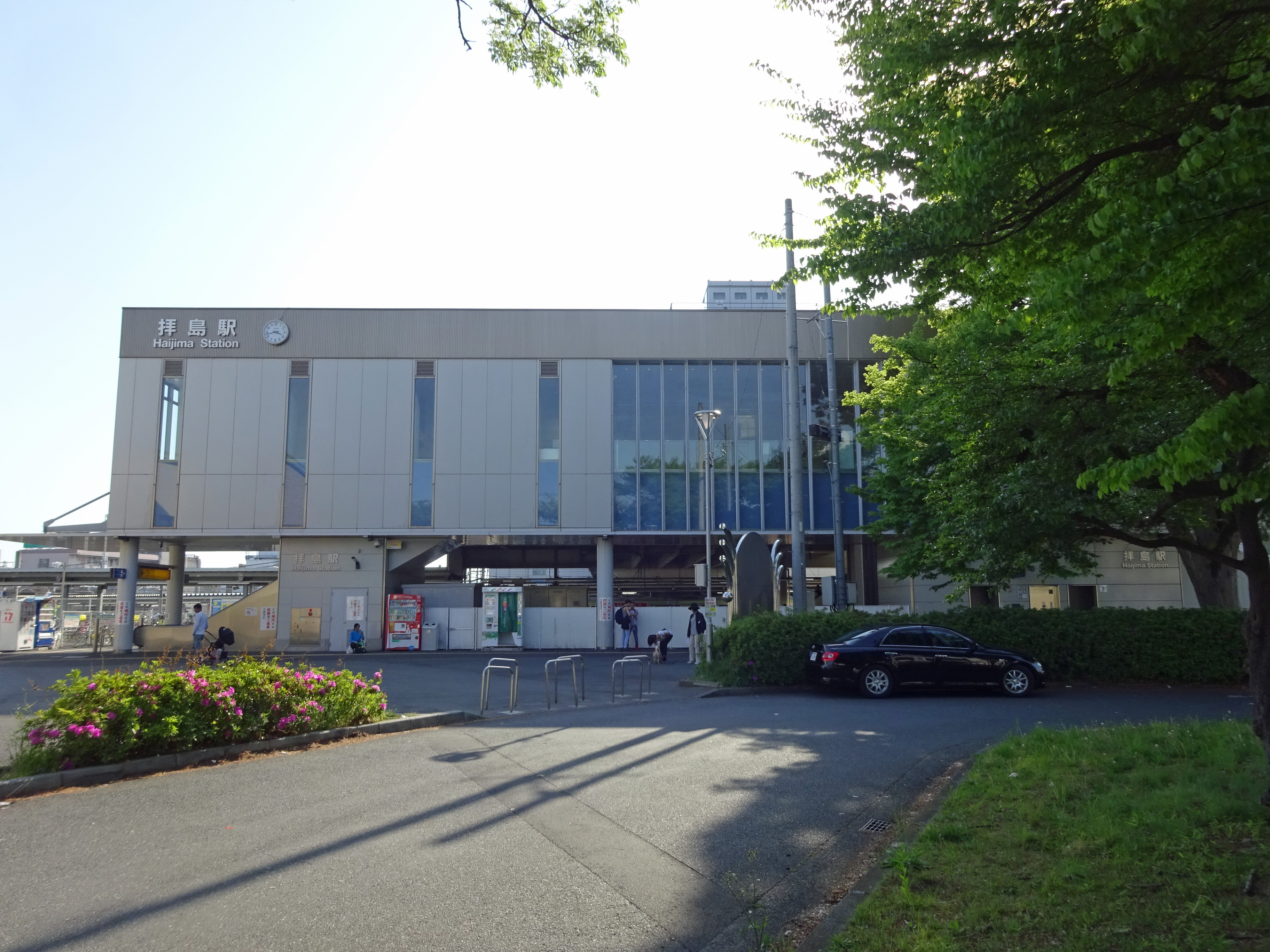
北口站舍（2018年4月）

拜島車站（日语：／ Haijima eki */?）是一由東日本旅客鐵道（JR東日本）、西武鐵道與日本貨物鐵道（JR貨物）共用的鐵路車站，位於日本東京都昭島市與福生市的交界處。根據所屬公司站區位置的不同，JR東日本所屬的車站位於昭島市松原町4丁目14番4號，西武鐵道所屬的車站則位於美堀町5丁目21番2號。拜島車站是大東京地區西部的交通轉運站之一，在這裡有JR所屬的青梅線、五日市線與地區支線八高線相會，並且也是西武鐵道拜島線的西邊起點。

## 停靠路線
此站有JR東日本的多條路線與西武鐵道的拜島線，2間公司共4條路線停靠。
其中JR東日本的站區有青梅線、五日市線與八高線3條路線通過，而車站在編制上是被劃屬於青梅線（稱為「所屬線」）。JR五日市線在編制上是以此站為起點，但運務上部分五日市線班車卻是以青梅線上的立川作為真正的折返點，以直通的方式自本站駛入青梅線。車站編號上，本站是被劃屬於中央本線系統的一部份，因此使用代表中央本線的路線代號「JC」，車站編號是「JC55」。另外西武拜島線也是以此站為終點，車站編號是「SS36」。
JR貨物的以第二種鐵道事業者（只擁有路線營運許可但未擁有路軌等硬體產權）的身份營運本站至立川之間的青梅線。本站另设有通往驻日美军横田基地的专用线，主要运送货品为燃油。

## 車站構造

### JR東日本
拜島車站是一全站皆位於地面上的地面車站，配置有側式與島式月台共四座，七條乘車線。雖然車站本身位於東京都昭島市內，但1～3號月台的實際位置卻跨越了市界，位於隔鄰的福生市境內，因此站北側的出口也都是面對著福生市，只是依照車站地址是以站長室位置為準的慣例，界定為昭島市境內的車站。
站內設有綠窗口與指定席券販賣機（指定席券売機）等設施，終年有站務員駐站。

#### 月台配置

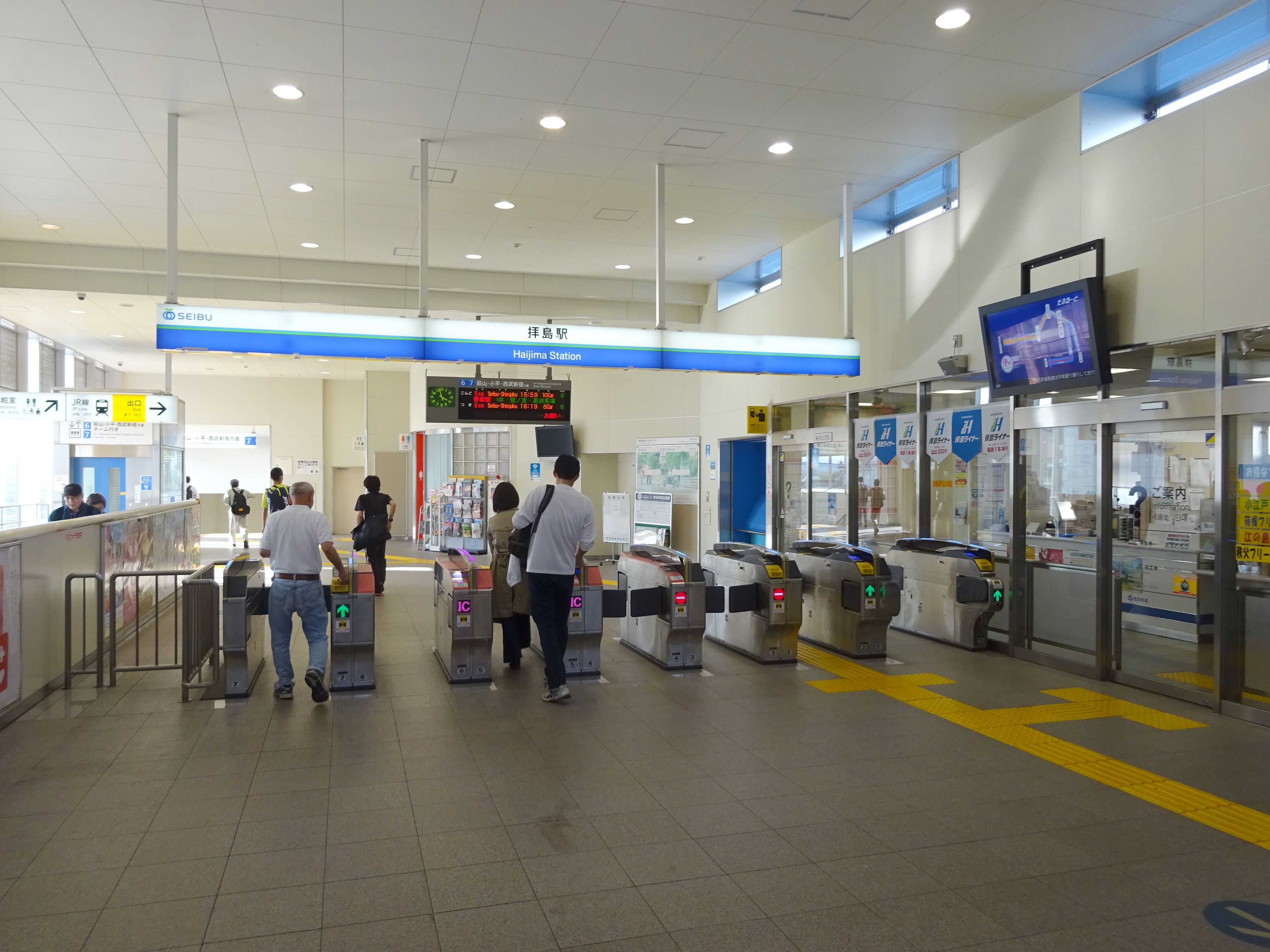
閘口（2018年4月）

| 月台 | 路線            | 方向 | 目的地                 | 備註                                     |
| ---- | --------------- | ---- | ---------------------- | ---------------------------------------- |
| 1    | 五日市線        | -    | 秋川、武藏五日市方向   | 部分於2號月台開出                        |
| 2    | 青梅線          | 下行 | 青梅、奧多摩方向       |                                          |
| 3    | 青梅線、中央線  | 上行 | 立川、新宿、東京方向   | 部分於1、2號月台開出                     |
| 4    | ■八高線、川越線 | 下行 | 高麗川、高崎、川越方向 | 部分於1號月台開出 高崎方向需於高麗川轉乘 |
| 5    | ■八高線         | 上行 | 小宮、八王子方向       | 部分於4號月台開出                        |

（來源：JR東日本:車站構內圖 （页面存档备份，存于））

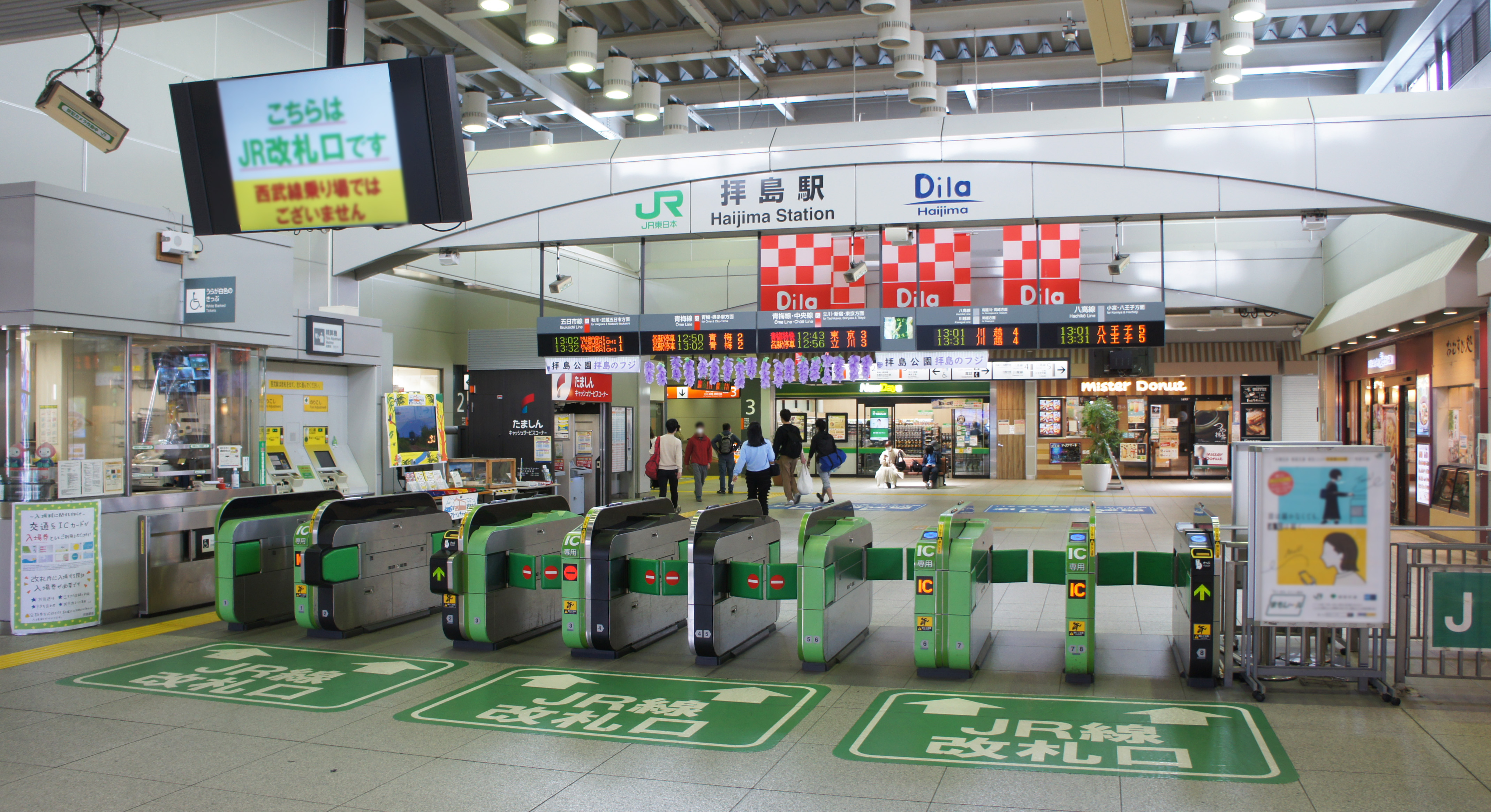
閘口
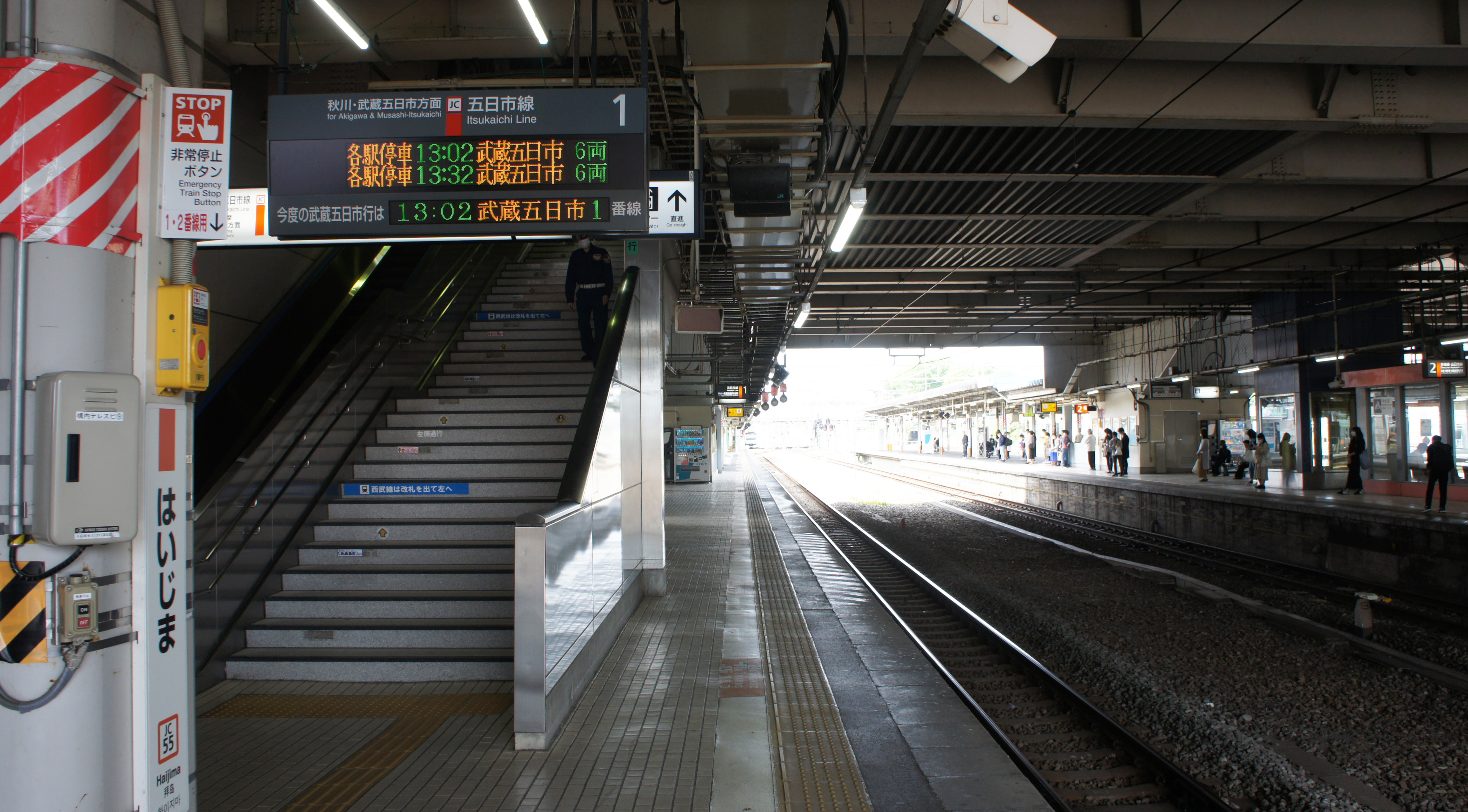
1號月台
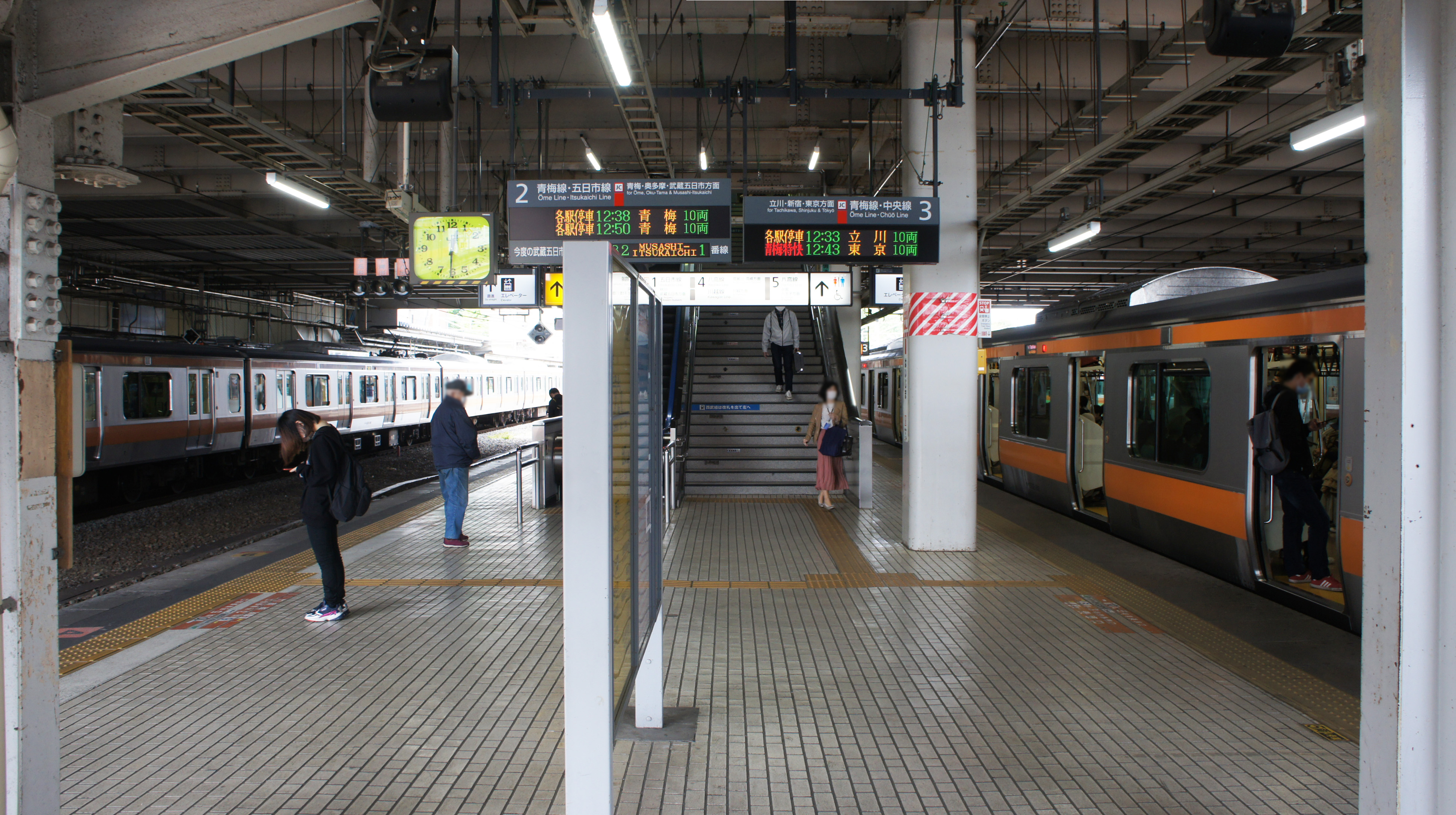
2、3號月台
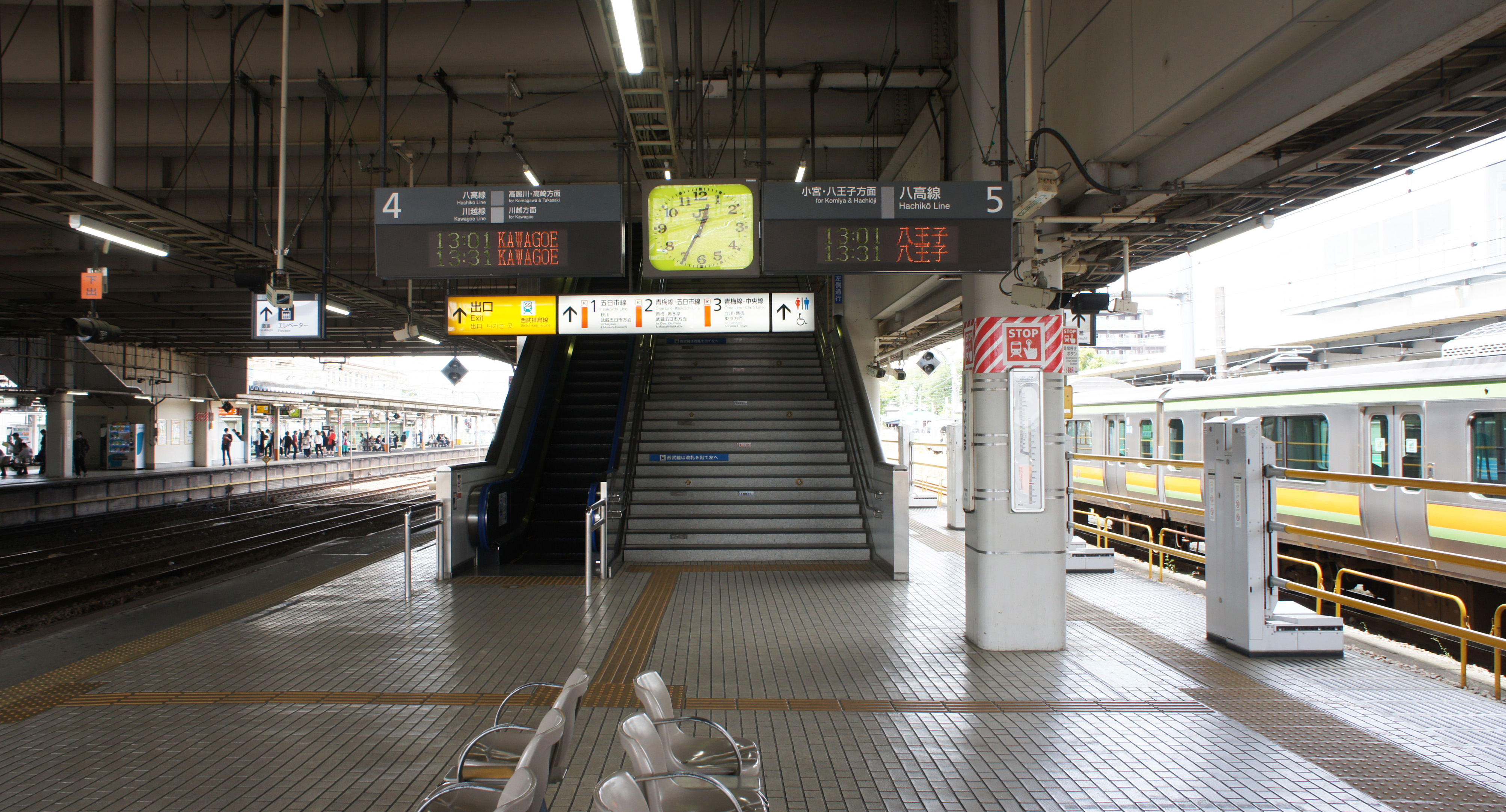
4、5號月台

### 西武鐵道

#### 月台配置
| 月台 | 路線   | 目的地                   |
| ---- | ------ | ------------------------ |
| 6、7 | 拜島線 | 萩山、小平、西武新宿方向 |

- 閘口（2018年4月）

## 貨物車站
拜島車站站區內也設有JR貨物的貨運車站，並且是專用線的分歧、發車站。在拜島車站有一條延伸至駐日美軍橫田空軍基地、採單線非電氣化配置的專用路線，直到1970年左右這條專運線還一直擔負著基地所需各種物資的輸送任務，但目前則只專用於石油的輸送，每週會有數班石油輸送列車自東京灣岸邊的鶴見貯油設施通過專用線接到鶴見線上的安善車站之後，經拜島車站駛至橫田基地。比較特殊的是，通往橫田基地的側線實際上是由位於拜島車站最北側的西武拜島線之路線分岔而出的，但列車卻是由JR所屬的路線上，經過多次轉轍之後才轉至通往橫田基地的支線。

## 使用情況
- JR東日本：2019年度1日平均上車人次為29,946人[利用客数 1]。
- 西武鐵道：2016年度1日平均上下車人次為35,635人[利用客数 2]，在西武鐵道全部92個車站當中排行第26名。

各年度1日平均上下車人次推移如下表：
| 年度               | 西武鐵道           | 西武鐵道 |
| 年度               | 1日平均 上下車人次 | 增長率   |
| ------------------ | ------------------ | -------- |
| 1997年（平成09年） | 31,794             |          |
| 1998年（平成10年） | 31,470             | -1.0%    |
| 1999年（平成11年） | 30,398             | -3.4%    |
| 2000年（平成12年） | 29,737             | -2.2%    |
| 2001年（平成13年） | 29,254             | -1.6%    |
| 2002年（平成14年） | 28,387             | -3.0%    |
| 2003年（平成15年） | 28,345             | -0.1%    |
| 2004年（平成16年） | 28,380             | 0.1%     |
| 2005年（平成17年） | 28,529             | 0.5%     |
| 2006年（平成18年） | 28,887             | 1.3%     |
| 2007年（平成19年） | 31,478             | 9.0%     |
| 2008年（平成20年） | 32,930             | 4.6%     |
| 2009年（平成21年） | 32,959             | 0.1%     |
| 2010年（平成22年） | 33,233             | 0.8%     |
| 2011年（平成23年） | 32,607             | -1.9%    |
| 2012年（平成24年） | 33,378             | 2.4%     |
| 2013年（平成25年） | 34,315             | 2.8%     |
| 2014年（平成26年） | 34,441             | 0.4%     |
| 2015年（平成27年） | 35,286             | 2.5%     |
| 2016年（平成28年） | 35,635             | 1.0%     |

### 各年度1日平均上車人次（1953年 - 2000年）
| 年度               | 國鐵/ JR東日本 | 西武鐵道 | 來源              |
| ------------------ | -------------- | -------- | ----------------- |
| 1953年（昭和28年） | 2,321          | 未 開 業 | [ 東京都統計 1 ]  |
| 1954年（昭和29年） | 2,356          | 未 開 業 | [ 東京都統計 2 ]  |
| 1955年（昭和30年） | 2,269          | 未 開 業 | [ 東京都統計 3 ]  |
| 1956年（昭和31年） | 2,631          | 未 開 業 | [ 東京都統計 4 ]  |
| 1957年（昭和32年） | 2,827          | 未 開 業 | [ 東京都統計 5 ]  |
| 1958年（昭和33年） | 3,107          | 未 開 業 | [ 東京都統計 6 ]  |
| 1959年（昭和34年） | 3,791          | 未 開 業 | [ 東京都統計 7 ]  |
| 1960年（昭和35年） | 4,938          | 未 開 業 | [ 東京都統計 8 ]  |
| 1961年（昭和36年） | 5,518          | 未 開 業 | [ 東京都統計 9 ]  |
| 1962年（昭和37年） | 6,354          | 未 開 業 | [ 東京都統計 10 ] |
| 1963年（昭和38年） | 7,721          | 未 開 業 | [ 東京都統計 11 ] |
| 1964年（昭和39年） | 8,987          | 未 開 業 | [ 東京都統計 12 ] |
| 1965年（昭和40年） | 9,391          | 未 開 業 | [ 東京都統計 13 ] |
| 1966年（昭和41年） | 9,902          | 未 開 業 | [ 東京都統計 14 ] |
| 1967年（昭和42年） | 10,470         | 未 開 業 | [ 東京都統計 15 ] |
| 1968年（昭和43年） | 10,704         | 2,894    | [ 東京都統計 16 ] |
| 1969年（昭和44年） | 11,361         | 4,054    | [ 東京都統計 17 ] |
| 1970年（昭和45年） | 10,929         | 4,619    | [ 東京都統計 18 ] |
| 1971年（昭和46年） | 11,855         | 4,904    | [ 東京都統計 19 ] |
| 1972年（昭和47年） | 13,877         | 5,342    | [ 東京都統計 20 ] |
| 1973年（昭和48年） | 14,225         | 5,907    | [ 東京都統計 21 ] |
| 1974年（昭和49年） | 15,466         |          | [ 東京都統計 22 ] |
| 1975年（昭和50年） | 14,653         | 6,686    | [ 東京都統計 23 ] |
| 1976年（昭和51年） | 15,468         | 6,904    | [ 東京都統計 24 ] |
| 1977年（昭和52年） | 15,564         | 7,597    | [ 東京都統計 25 ] |
| 1978年（昭和53年） | 16,701         | 8,652    | [ 東京都統計 26 ] |
| 1979年（昭和54年） | 17,380         | 9,765    | [ 東京都統計 27 ] |
| 1980年（昭和55年） | 17,564         | 10,775   | [ 東京都統計 28 ] |
| 1981年（昭和56年） | 18,647         | 11,521   | [ 東京都統計 29 ] |
| 1982年（昭和57年） | 19,129         | 12,162   | [ 東京都統計 30 ] |
| 1983年（昭和58年） | 19,787         | 12,858   | [ 東京都統計 31 ] |
| 1984年（昭和59年） | 21,181         | 13,625   | [ 東京都統計 32 ] |
| 1985年（昭和60年） | 21,068         | 14,433   | [ 東京都統計 33 ] |
| 1986年（昭和61年） | 23,482         | 15,263   | [ 東京都統計 34 ] |
| 1987年（昭和62年） | 23,451         | 15,587   | [ 東京都統計 35 ] |
| 1988年（昭和63年） | 24,553         | 16,096   | [ 東京都統計 36 ] |
| 1989年（平成元年） | 25,734         | 15,781   | [ 東京都統計 37 ] |
| 1990年（平成02年） | 26,811         | 15,882   | [ 東京都統計 38 ] |
| 1991年（平成03年） | 27,716         | 16,336   | [ 東京都統計 39 ] |
| 1992年（平成04年） | 28,471         | 16,225   | [ 東京都統計 40 ] |
| 1993年（平成05年） | 28,688         | 16,405   | [ 東京都統計 41 ] |
| 1994年（平成06年） | 28,507         | 16,003   | [ 東京都統計 42 ] |
| 1995年（平成07年） | 28,227         | 15,555   | [ 東京都統計 43 ] |
| 1996年（平成08年） | 28,633         | 15,537   | [ 東京都統計 44 ] |
| 1997年（平成09年） | 28,084         | 15,458   | [ 東京都統計 45 ] |
| 1998年（平成10年） | 27,512         | 15,389   | [ 東京都統計 46 ] |
| 1999年（平成11年） | 26,653         | 14,885   | [ 東京都統計 47 ] |
| 2000年（平成12年） | 26,337         | 14,562   | [ 東京都統計 48 ] |

### 各年度1日平均上車人次（2001年以後）
各年度1日平均上車人次推移如下表。
| 年度               | JR東日本 | 西武鐵道 | 來源              |
| ------------------ | -------- | -------- | ----------------- |
| 2001年（平成13年） | 26,191   | 14,364   | [ 東京都統計 49 ] |
| 2002年（平成14年） | 25,882   | 13,973   | [ 東京都統計 50 ] |
| 2003年（平成15年） | 26,016   | 13,981   | [ 東京都統計 51 ] |
| 2004年（平成16年） | 26,105   | 14,016   | [ 東京都統計 52 ] |
| 2005年（平成17年） | 26,225   | 14,118   | [ 東京都統計 53 ] |
| 2006年（平成18年） | 26,398   | 14,304   | [ 東京都統計 54 ] |
| 2007年（平成19年） | 27,989   | 15,732   | [ 東京都統計 55 ] |
| 2008年（平成20年） | 28,504   | 16,679   | [ 東京都統計 56 ] |
| 2009年（平成21年） | 28,351   | 16,682   | [ 東京都統計 57 ] |
| 2010年（平成22年） | 28,350   | 16,556   | [ 東京都統計 58 ] |
| 2011年（平成23年） | 28,076   | 16,268   | [ 東京都統計 59 ] |
| 2012年（平成24年） | 28,465   | 16,649   | [ 東京都統計 60 ] |
| 2013年（平成25年） | 29,335   | 17,129   | [ 東京都統計 61 ] |
| 2014年（平成26年） | 29,336   | 17,202   | [ 東京都統計 62 ] |
| 2015年（平成27年） | 29,880   | 17,668   | [ 東京都統計 63 ] |
| 2016年（平成28年） | 30,024   | 17,795   | [ 東京都統計 64 ] |
| 2017年（平成29年） | 30,223   | 18,003   | [ 東京都統計 65 ] |
| 2018年（平成30年） | 30,430   | 18,323   | [ 東京都統計 66 ] |
| 2019年（令和元年） | 29,946   |          |                   |

備考
1. ↑  1968年5月15日開業。開業日から翌年3月31日までの計321日間を集計したデータ。

## 貨物處理
JR貨物並未在本站提供貨櫃運輸的服務，主要是以專用的散裝貨車運輸為主，其2008年度的處理量包含7,200公噸起於本站與61,417公噸迄於本站的貨物。其各年度的年間起訖噸位如下表：
| 年度               | 總數     | 總數     | 車攜貨物 | 車攜貨物 | 集裝箱貨物 | 集裝箱貨物 | 來源   |
| 年度               | 發送噸數 | 到着噸數 | 發送噸數 | 到着噸數 | 發送噸數   | 到着噸數   | 來源   |
| ------------------ | -------- | -------- | -------- | -------- | ---------- | ---------- | ------ |
| 1990年（平成02年） | 15,452   | 119,640  | 15,452   | 119,640  |            |            | [ 5 ]  |
| 1991年（平成03年） | 15,508   | 130,668  | 15,508   | 130,668  |            |            | [ 6 ]  |
| 1992年（平成04年） | 16,972   | 131,096  | 16,972   | 131,096  |            |            | [ 7 ]  |
| 1993年（平成05年） | 17,856   | 135,022  | 17,856   | 135,022  |            |            | [ 8 ]  |
| 1994年（平成06年） | 20,492   | 156,154  | 20,492   | 156,154  |            |            | [ 9 ]  |
| 1995年（平成07年） | 16,712   | 138,464  | 16,712   | 138,464  |            |            | [ 10 ] |
| 1996年（平成08年） | 16,532   | 133,146  | 16,532   | 133,146  |            |            | [ 11 ] |
| 1997年（平成09年） |          | 135,608  |          | 135,608  |            |            | [ 12 ] |
| 1998年（平成10年） | 14,940   | 128,520  | 14,940   | 128,520  |            |            | [ 13 ] |
| 1999年（平成11年） | 14,664   | 124,134  | 14,664   | 124,134  |            |            | [ 14 ] |
| 2000年（平成12年） | 15,152   | 128,758  | 12,152   | 128,758  |            |            | [ 15 ] |
| 2001年（平成13年） | 8,152    | 69,802   | 8,152    | 69,802   |            |            | [ 16 ] |
| 2002年（平成14年） | 8,628    | 73,678   | 8,628    | 73,678   |            |            | [ 17 ] |
| 2003年（平成15年） | 11,932   | 101,932  | 11,932   | 101,932  |            |            | [ 18 ] |
| 2004年（平成16年） | 10,424   | 89,556   | 10,424   | 89,556   |            |            | [ 19 ] |
| 2005年（平成17年） | 10,792   | 92,242   | 10,792   | 92,242   |            |            | [ 20 ] |
| 2006年（平成18年） | 8,644    | 74,460   | 8,644    | 74,460   |            |            | [ 21 ] |
| 2007年（平成19年） | 7,200    | 61,200   | 7,200    | 61,200   |            |            | [ 22 ] |
| 2008年（平成20年） | 7,200    | 61,417   | 7,200    | 61,417   |            |            | [ 23 ] |
| 2009年（平成21年） |          |          |          |          |            |            |        |

## 相鄰車站
東日本旅客鐵道（JR東日本）
 青梅線
■特別快速「假日快速奧多摩」（只限週末假日）
西立川（JC 51）－拜島（JC 55）－福生（JC 57）
■通勤特快、■青梅特快、■通勤快速、■快速、■各站停車（所有列車於青梅線內均為各站停車）
昭島（JC 54）－拜島（JC 55）－牛濱（JC 56）
 五日市線
■青梅特快、■快速、■各站停車（所有列車於五日市線內均為各站停車）
（青梅線）昭島（JC 54）－拜島（JC 55）－熊川（JC 81）
■八高線
■青梅特快、■快速（所有列車於八高線內均為各站停車）
（青梅線）昭島－拜島－東福生
■各站停車
小宮－拜島－東福生
 西武鐵道
 拜島線
- ■臨時特急停車站

■急行、■準急、■各站停車（所有列車於拜島線內均為各站停車）
西武立川（SS35）－拜島（SS36）

### 使用情況
JR、私鐵1日平均使用人數
1. ↑  各駅の乗車人員 （页面存档备份，存于） - JR東日本
2. ↑  駅別乗降人員（2016年度1日平均）PDF - 西武鉄道

JR東日本2000年度以後的上車人次
1. ↑  各駅の乗車人員（2000年度） （页面存档备份，存于） - JR東日本
2. ↑  各駅の乗車人員（2001年度） （页面存档备份，存于） - JR東日本
3. ↑  各駅の乗車人員（2002年度） （页面存档备份，存于） - JR東日本
4. ↑  各駅の乗車人員（2003年度） （页面存档备份，存于） - JR東日本
5. ↑  各駅の乗車人員（2004年度） （页面存档备份，存于） - JR東日本
6. ↑  各駅の乗車人員（2005年度） （页面存档备份，存于） - JR東日本
7. ↑  各駅の乗車人員（2006年度） （页面存档备份，存于） - JR東日本
8. ↑  各駅の乗車人員（2007年度） （页面存档备份，存于） - JR東日本
9. ↑  各駅の乗車人員（2008年度） （页面存档备份，存于） - JR東日本
10. ↑  各駅の乗車人員（2009年度） （页面存档备份，存于） - JR東日本
11. ↑  各駅の乗車人員（2010年度） （页面存档备份，存于） - JR東日本
12. ↑  各駅の乗車人員（2011年度） （页面存档备份，存于） - JR東日本
13. ↑  各駅の乗車人員（2012年度） （页面存档备份，存于） - JR東日本
14. ↑  各駅の乗車人員（2013年度） （页面存档备份，存于） - JR東日本
15. ↑  各駅の乗車人員（2014年度） （页面存档备份，存于） - JR東日本
16. ↑  各駅の乗車人員（2015年度） （页面存档备份，存于） - JR東日本
17. ↑  各駅の乗車人員（2016年度） （页面存档备份，存于） - JR東日本
18. ↑  各駅の乗車人員（2017年度） （页面存档备份，存于） - JR東日本
19. ↑  各駅の乗車人員（2018年度） （页面存档备份，存于） - JR東日本
20. ↑  各駅の乗車人員（2019年度） （页面存档备份，存于） - JR東日本

JR、私鐵的統計資料
1. ↑  各種報告書 （页面存档备份，存于） - 関東交通広告協議会
2. ↑  統計あきしま （页面存档备份，存于） - 昭島市
3. ↑  .   [2017-07-31]. （原始内容存档于2016-04-01）.

東京都統計年鑑
1. ↑  昭和28年PDF - 13ページ
2. ↑  昭和29年PDF - 10ページ
3. ↑  昭和30年PDF - 10ページ
4. ↑  昭和31年PDF - 10ページ
5. ↑  昭和32年PDF - 10ページ
6. ↑  昭和33年PDF - 10ページ
7. ↑  .   [2020-07-29]. （原始内容存档于2016-03-05）.
8. ↑  .   [2020-07-29]. （原始内容存档于2016-03-05）.
9. ↑  .   [2020-07-29]. （原始内容存档于2015-06-29）.
10. ↑  .   [2020-07-29]. （原始内容存档于2015-06-29）.
11. ↑  .   [2020-07-29]. （原始内容存档于2015-06-29）.
12. ↑  .   [2020-07-29]. （原始内容存档于2015-06-29）.
13. ↑  .   [2020-07-29]. （原始内容存档于2016-03-05）.
14. ↑  .   [2020-07-29]. （原始内容存档于2016-03-05）.
15. ↑  .   [2020-07-29]. （原始内容存档于2016-03-05）.
16. ↑  .   [2020-07-29]. （原始内容存档于2016-03-05）.
17. ↑  .   [2020-07-29]. （原始内容存档于2016-03-05）.
18. ↑  .   [2020-07-29]. （原始内容存档于2016-03-05）.
19. ↑  .   [2020-07-29]. （原始内容存档于2015-06-29）.
20. ↑  .   [2020-07-29]. （原始内容存档于2015-06-29）.
21. ↑  .   [2020-07-29]. （原始内容存档于2015-06-29）.
22. ↑  .   [2020-07-29]. （原始内容存档于2016-03-05）.
23. ↑  .   [2020-07-29]. （原始内容存档于2016-06-02）.
24. ↑  .   [2020-07-29]. （原始内容存档于2015-06-29）.
25. ↑  .   [2020-07-29]. （原始内容存档于2016-03-05）.
26. ↑  .   [2020-07-29]. （原始内容存档于2015-06-29）.
27. ↑  .   [2020-07-29]. （原始内容存档于2016-03-05）.
28. ↑  .   [2020-07-29]. （原始内容存档于2016-03-05）.
29. ↑  .   [2020-07-29]. （原始内容存档于2016-03-05）.
30. ↑  .   [2020-07-29]. （原始内容存档于2015-06-29）.
31. ↑  .   [2020-07-29]. （原始内容存档于2015-06-29）.
32. ↑  .   [2020-07-29]. （原始内容存档于2015-06-29）.
33. ↑  .   [2020-07-29]. （原始内容存档于2016-03-05）.
34. ↑  .   [2020-07-29]. （原始内容存档于2016-03-05）.
35. ↑  .   [2020-07-29]. （原始内容存档于2015-06-29）.
36. ↑  .   [2020-07-29]. （原始内容存档于2016-03-05）.
37. ↑  .   [2020-07-29]. （原始内容存档于2016-03-05）.
38. ↑  .   [2020-07-29]. （原始内容存档于2016-03-05）.
39. ↑  .   [2020-07-29]. （原始内容存档于2016-03-05）.
40. ↑  .   [2017-07-31]. （原始内容存档于2013-08-15）.
41. ↑  .   [2017-07-31]. （原始内容存档于2013-02-03）.
42. ↑  .   [2017-07-31]. （原始内容存档于2013-02-03）.
43. ↑  .   [2017-07-31]. （原始内容存档于2013-02-03）.
44. ↑  .   [2017-07-31]. （原始内容存档于2013-02-03）.
45. ↑  .   [2017-07-31]. （原始内容存档于2016-03-04）.
46. ↑  平成10年PDF
47. ↑  平成11年PDF
48. ↑  .   [2017-07-31]. （原始内容存档于2016-03-04）.
49. ↑  .   [2017-07-31]. （原始内容存档于2016-03-04）.
50. ↑  .   [2017-07-31]. （原始内容存档于2017-07-29）.
51. ↑  .   [2017-07-31]. （原始内容存档于2017-07-29）.
52. ↑  .   [2017-07-31]. （原始内容存档于2017-07-29）.
53. ↑  .   [2017-07-31]. （原始内容存档于2017-07-29）.
54. ↑  .   [2017-07-31]. （原始内容存档于2017-07-29）.
55. ↑  .   [2017-07-31]. （原始内容存档于2017-07-29）.
56. ↑  .   [2017-07-31]. （原始内容存档于2017-07-29）.
57. ↑  .   [2017-07-31]. （原始内容存档于2016-03-26）.
58. ↑  .   [2017-07-31]. （原始内容存档于2016-03-27）.
59. ↑  .   [2017-07-31]. （原始内容存档于2016-03-25）.
60. ↑  .   [2017-07-31]. （原始内容存档于2016-03-27）.
61. ↑  .   [2017-07-31]. （原始内容存档于2016-03-22）.
62. ↑  .   [2017-07-31]. （原始内容存档于2017-07-30）.
63. ↑  .   [2017-07-31]. （原始内容存档于2018-11-09）.
64. ↑  .   [2020-07-29]. （原始内容存档于2019-05-02）.
65. ↑  .   [2020-07-29]. （原始内容存档于2019-12-03）.
66. ↑  .   [2020-07-29]. （原始内容存档于2020-08-04）.

## 外部連結
- 車站資訊（拜島）：東日本旅客鐵道
- 拜島 - 西武鐵道
- 昭島市 - 拜島站自由通道、跨站式站房整備事業 （页面存档备份，存于）（日語）
- 福生市 - 拜島站自由通道等工程（日語）

35°43′15″N 139°20′37″E / 35.72083°N 139.34361°E